# Creepie
Creepie är en animerad TV-serie gjord av Taffy Entertainment, Mike Young Productions, Telegael Teoranta, Cookie Jar Entertainment och Discovery Kids. Serien handlar om en flicka som heter Creepie, som blev övergiven som barn och då blev uppfostrad av insekter. Hon måste nu gå i skola med människor och inte avslöja sin familjs hemlighet. I Sverige sänds Creepie på Nickelodeon.

## Rollfigurer
Creepella "Creepie" Creecher är en 12-årig tjej. När Creepie var bebis blev hon övergiven och fick istället växa upp i en insektsfamilj. Creepie är en smart tjej och förstod ganska tidigt att hennes familj var annorlunda jämfört med andras. Nu måste hon dagligen utsättas för de mest bisarra och oberäkneliga människorna på sin skola. Creepie älskar att fotografera. Hon kan inte sjunga, men är bra på säckpipa.
Caroleena är stark och sofistikerad. Creepies mamma Caroleena bestämmer över de flesta kryp, även Vinnie, Creepies pappa. Caroleena är en bra mor, men förmodligen en manätare. Caroleena har en strikt policy. Hon äter inte sin familj och vänner – inte numera i alla fall. Caroleena älskar matlagning.
Vinnie är Creepies pappa. Han är en mygga som ser lite ut som en mörk vampyr, men han är egentligen ganska ofarlig eftersom manliga myggor inte dricker blod. Vinnie är faktiskt en vegan som mediterar och försöker leva i fred med andra varelser, och råder Creepie att göra samma sak. Vinnie uppmuntrar alla sina barn att hitta sig själva.
Gnat är Creepies lillebror. Gnat är ett vilt och galet varulvskryp. Gnat mumlar när han pratar, men Creepie förstår ändå vad han säger. Han är ett "extremkryp", som rusar ut för att studera människor lite närmare. Ibland gömmer han sig i Creepies ryggsäck och följer med henne till skolan, och när han har kommit ut, fixar han alltid så att båda två får trubbel.
Pauly är en av Creepies bröder. Pauly äter allting, speciellt rutten mat och kan alltid bli hittad i närmaste soptunna.
Budge Bently är Creepies första och bästa människovän. Han är stor och pratar med en djup, tyst röst. Budge är intresserad av vetenskap, speciellt entomologi. Creepie gillar hans tysta intelligens och att han faktiskt accepterar hur hon är. Hon känner sig trygg med honom. Budge gillar Creepie för hennes intresse för insekter och att hon inte dömer andra.
Chris-Alice Hollyruller är klassens president, redaktör för årsboken och kapten för skolans idrottslag. När Creepie kommer till skolan går Chris-Alice till henne, även om hon tycker att Creepie är lite konstig. Chris-Alice anmäler ofta Creepie till skolaktiviteter utan att fråga henne först. Creepie försöker hålla sig undan Chris-Alices pappa för han är den lokala desinfektören.
Melanie & Carla är de elakaste tjejerna i skolan, speciellt mot Creepie. De pratar med varandra via sina mobiltelefoner, även om de är i samma rum. Melanie och Carla planerar att bli kända filmstjärnor och modedesigner med skivkontrakt.
Harry Helby är skolans snygging och mest populära kille. Han har till och med mer hårprodukter än Melanie och Carla. Harry är så populär att han har ett schema när han ska möta folk, även för korta samtal i korridoren. Melanie och Carla slåss ofta om honom, men Harry gillar faktiskt Creepie.
Fröken Monserrate är skolans rektor. Fröken Monserrate är en auktoritär person och kräver strikt disciplin av skolans elever. Hon styr skolan mycket hårt, och hon är faktiskt kortare än Creepie. Det är svårt för Creepie att följa Fröken Monserrates tuffa regler. Varje gång Creepie hamnar i trubbel, vill Fröken Monserrate träffa hennes föräldrar, vilket Creepie aldrig vill ska hända.
Dr. Pappas är Creepies naturkunskapslärare. Han är lite pompös och tråkig när han undervisar, och får eleverna att somna, vilket han inte verkar märka. Hans klassrum är fullt av insekter och djur. Creepie hamnar ofta i trubbel när hon försöker släppa varelserna fria innan de går under Pappas kniv.

## Sändningstider
| Dag           | Tid   | Kanal       |
| ------------- | ----- | ----------- |
| Måndag-fredag | 15:25 | Nickelodeon |
| Lördag-söndag | 10:45 | Nickelodeon |

## Avsnitt
Datumen representerar sändningarna på Discovery Kids i USA.
| Säsong   | Ep # | Första dag       | Sista dag     |
| -------- | ---- | ---------------- | ------------- |
| Säsong 1 | 13   | 9 september 2006 | 28 april 2007 |
| Säsong 2 | 13   | 26 maj 2007      | 21 juni 2008  |